# Asociación Española de Desalación y Reutilización
La Asociación Española de Desalación y Reutilización (AEDyR) es una asociación española que reúne a personas, empresas y colectivos relacionados con la desalación y reutilización del agua en España.
Se fundó a raíz del congreso de la International Desalation Asociation (IDA) en 1998 en Madrid y la asociación AEDyR se incluyó en IDA.
El número de miembros del Consejo de Dirección pasó de los primeros 9 miembros a 15 en 2007. A partir del año 2003 se procedió a la renovación periódica, cada dos años, de los miembros del Consejo de Dirección.
Para la consecución de sus propósitos AEDyR aspira a representar a empresas de ingeniería, compañías de servicios, fabricantes de componentes, universidades y centros de investigación, administraciones públicas y otros interesados.